# モークシャグンダム・ヴィシュヴェーシュヴァライヤ
サー・モークシャグンダム・ヴィシュヴェーシュヴァライヤKCIE, FASc（カンナダ語: ಮೋಕ್ಷಗುಂಡಂ ವಿಶ್ವೇಶ್ವರಯ್ಯ, ラテン文字転写: Mōkṣhaguṇḍaṁ Viśvēśvarayya, 英語: Sir Mokshagundam Srinivasa Shastry Vishveshwarayya, 1860年9月15日 - 1960年4月14日）は、インドの政治家、土木技術者。南インド、マイソール藩王国の大臣（ディーワーン）。

## 生涯

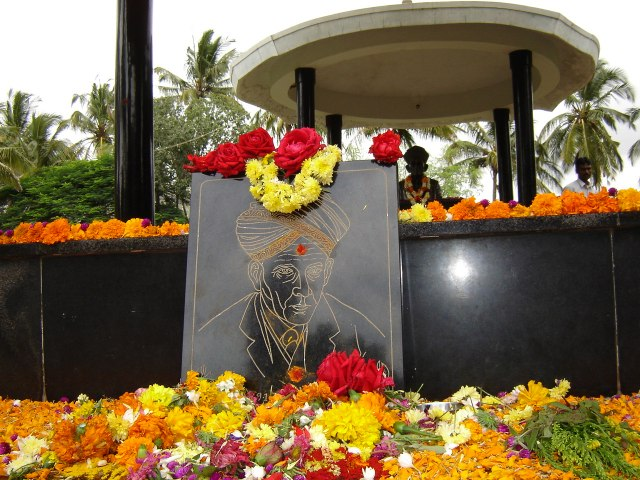
ヴィシュヴェーシュヴァライヤの墓

1860年9月15日、テルグ語を話すバラモンの家系に生まれた。
1912年から1918年まで、マイソール藩王国の大臣を務めた。彼の在任中、クリシュナラージャサーガラ・ダムなど灌漑事業がすすめられ、マイソールやバンガロールは大いに発展した。そのため、彼は「近代マイソールの父」と呼ばれている。また、彼の誕生日は「技術者の日」として祝福される。
1955年、バーラト・ラトナ賞を受賞。
1960年4月14日、ベンガルールで死亡した。
デリー・メトロピンクラインには彼の名にちなんだ「モークシャグンダム・ヴィシュヴェーシュヴァライヤ地下鉄駅」が存在する。